# Jacob H. Smith
Jacob Hurd Smith (29 de enero de 1840 - San Diego, 1 de marzo de 1918) fue un general del ejército de Estados Unidos, señalado por haber ordenado un ataque indiscriminado de represalia a un grupo de filipinos durante la Guerra filipino-estadounidense en que sus soldados mataron entre 2500 y 50 000 civiles. Sus órdenes incluían "matar a todos los mayores de diez años" y hacer de la isla "un desierto que grita".

## Biografía
Smith fue reclutado a comienzos de la Guerra de Secesión, pero fue herido en la batalla de Shiloh y sirvió el resto de la contienda como oficial de reclutamiento en Louisville durante tres años. Su hoja de servicios indica que era especialmente bueno en reclutar "tropa de color". Mientras trabajaba en Louisville, conoció a y luego se casó con Emma L. Havrety en noviembre de 1864. Después de la guerra sufrió un proceso por corrupción en que se estableció que se había quedado con parte del dinero de los reclutas de color para financiar negocios particulares y especular en whisky, oro y diamantes. En 1869 intentó hacer fijo su cargo de fiscal militar interino, pero una de sus víctimas en el proceso por corrupción lo denunció y Smith se envolvió en la bandera argumentado sus méritos de guerra y el racismo por haber sido el primer oficial que reunió "un regimiento de color en Kentucky durante el año 1863" y que otros habían hecho tres veces más dinero que él en Louisville durante la guerra y él no había defraudado a nadie. Sus superiores militares no aceptaron esta excusa y Smith redactó y firmó una explicación con disculpas pintándose a sí mismo como una víctima crédula. Todo el que podría corroborar su historia había muerto o abandonado el país y Smith había también destruido o perdido a su conveniencia todos los registros de la cuenta bancaria abierta durante ese período. Smith insistió en que no había engañado a ninguno de los reclutas de color, las autoridades militares no lo creyeron y el nombramiento temporal de Smith como auditor de guerra fue revocado por el presidente y Joseph Holt recomendó que todos los documentos del proceso se enviaran a la Comisión del Senado.
En 1877 Smith estuvo a punto de ser procesado en consejo de guerra por falta de respeto a su coronel, al que había remitido una carta muy injuriosa y también fue arrestado en diversas ocasiones por deudas. En San Antonio, en 1885, fue conducido a un consejo de guerra por "conducta impropia de un oficial y caballero" al negarse a pagar una deuda contraída durante una partida de póker. Fue encontrado culpable y confinado en el fuerte Clark durante un año, perdiendo la mitad del salario durante ese mismo período de tiempo; cuando un tribunal revisó la sentencia, dictaminó que se había sido demasiado indulgente con Smith, ya que se había burlado del procedimiento legal intimidando y manipulando testigos y cometiendo otras irregularidades. Debido a esto, Smith fue juzgado de nuevo en 1886 y encontrado culpable, y habría sido expulsado de las fuerzas armadas de no haber mediado el presidente Grover Cleveland, que permitió a Smith volver al ejército tras una simple reprimenda.
En 1891, Smith fue acusado de utilizar a reclutas como sirvientes en su casa, pero sirvió valientemente en la desigual Guerra hispano-estadounidense; en 1899 ya era coronel y fue destinado a las Filipinas cuando se declaró allí la Guerra filipino-estadounidense (1899-1902). En una entrevista de diciembre de 1899, Jacob H. Smith declaró que la lucha contra los nativos era "peor que la guerra contra los indios" y había adoptado las tácticas apropiadas aprendidas en la lucha contra los "salvajes" en el oeste de Estados Unidos, sin esperar para ello las órdenes del general Elwell S. Otis. El New York Times apoyó estas tácticas de Smith y William Howard Taft, que era gobernador civil de Filipinas, decidió promoverlo a general de brigada creyendo que abandonaría el servicio y se retiraría, pero Smith fue ascendido y decidió no retirarse; desde fines de 1880 el Ejército de Estados Unidos había adoptado un sistema de nombramientos por mera antigüedad a fin de asegurar una pensión de jubilación más alta, pero Jacob Smith era entonces un poco más joven y su promoción a general se hizo antes de lo normal: tenía tres años por delante hasta la jubilación forzosa por ley. 

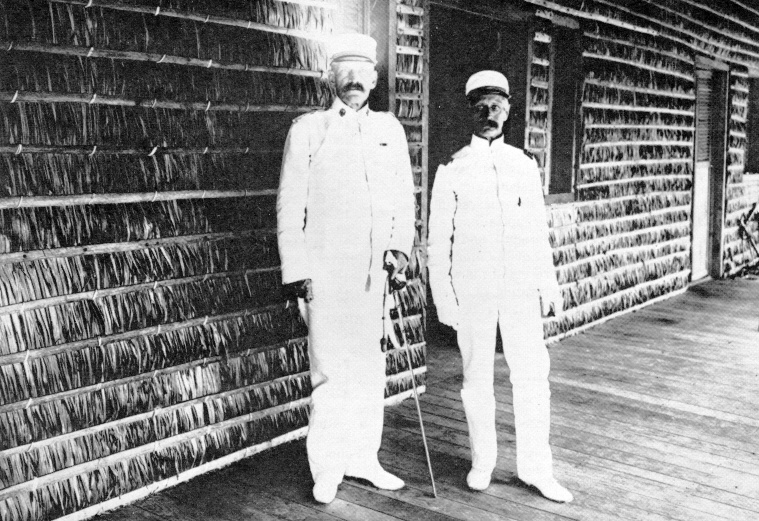
Smith con el general Adna Chaffee en Tacloban, Leyte, 1902

La actitud de los dominicos españoles en Filipinas había sido la causa principal de la revolución filipina contra España; muchos de ellos fueron asesinados por la población y, aunque la política exterior de Estados Unidos era mantenerse estrictamente neutral en materia religiosa, en septiembre de 1900, siendo Smith gobernador militar de Pangasinan, Tarlac y Zambales en Luzón, intervino en una disputa religiosa en el pueblo de Dagupan poniéndose de parte de un sacerdote que era amigo de los frailes, lo que causó un alboroto civil en pleno centro de Luzón.
El 28 de septiembre de 1901, cincuenta y un soldados estadounidenses de la compañía C del noveno regimiento de infantería de Estados Unidos acuartelado en la ciudad de Balangiga, la tercera más grande del sur de la isla de Samar en el archipiélago de las Bisayas, murieron en un ataque por sorpresa de las guerrillas. Habían sido enviados a Balangiga para cerrar su puerto e impedir que llegaran suministros a las fuerzas filipinas del interior, que en ese momento estaban bajo el mando del general Vicente Lukbán. Lukbán había sido enviado allí en diciembre de 1898 para gobernar la isla en nombre de la Primera República de Filipinas por su primer presidente Emilio Aguinaldo. La versión autóctona es que el ataque fue organizado por Valeriano Abanador, un desertor de Letrán y el jefe de policía local, asistidos por cinco locales y dos oficiales guerrilleros: el capitán Eugenio Daza y el sargento Pedro Durán, bajo el mando del general de brigada Vicente Lukbán, como represalia por el intento de violación de una indígena por parte de dos soldados estadounidenses heridos por los hermanos de la víctima suscitando medidas represivas por parte de los estadounidenses que causaron un gran malestar.
El ataque provocó una conmoción en los Estados Unidos, cuyos periódicos compararon la "masacre" con la de George Armstrong Custer en Little Big Horn en 1876. El general Adna R. Chaffee, gobernador militar de las Filipinas, encomendó a Smith la pacificación / represión de Samar por orden del presidente Theodore Roosevelt.
Sus soldados mataron entre 2500 y 50 000 civiles. Sus órdenes incluían "matar a todos los mayores de diez años" y hacer de la isla "un desierto que grita". En un consejo de guerra por esta brutalidad la prensa apodó al general "Hell Roaring Jake" Smith, "The Monster" y "Jake Howling" como consecuencia de ello. El mayor Littleton Waller, oficial al mando de un batallón de 315 marines estadounidenses asignados como refuerzo a las tropas de Smith en Samar, declaró que le oyó ordenar:
No quiero prisioneros. Deseo matar y quemar; cuanto más maten y quemen, más a mi favor. Quiero que sean asesinadas todas las personas que sean capaces de portar armas en las actuales hostilidades contra los Estados Unidos
Cuando el mayor Littleton le preguntó el límite de edad a respetar, este le contestó que diez años, lo que le volvió a preguntar para verificar y confirmar esas órdenes. Siguió una masacre sostenida y general de civiles filipinos; además se cortaron los suministros de alimentos y el comercio de Samar para dejar morir de hambre a los revolucionarios y a quienes los apoyaban. Las tropas barrieron el interior en busca de guerrillas con la intención última de capturar al general Vicente Lukbán; pero no se hizo nada para evitar el contacto entre la guerrilla y el pueblo. Columnas de tropas estadounidenses llegaron a la isla destruyendo casas y disparando no solo a la gente, sino a los animales de tiro.
Nunca se sabrá el número exacto de civiles filipinos muertos por las tropas estadounidenses. Littleton Waller declaró en un informe que durante un período de once días sus hombres quemaron 255 viviendas y mataron a 39 personas. Una investigación exhaustiva hecha por un escritor británico en la década de 1990 estableció la cifra en alrededor de 2500 muertos; historiadores filipinos creen sin embargo que la cifra real es de 50 000.
Una auditoría general del ejército observó que sólo el buen sentido y la moderación de la mayoría de los subordinados de Smith impidió un completo reinado del terror en Samar. Sin embargo, los abusos fueron aún suficientes como para ser denominada como una masacre imperialista en marzo de 1902. Un consejo de guerra comenzó el 17 de marzo de 1902 contra el mayor Littleton Waller, subordinado a Smith y acusado de haber ejecutado a once filipinos amotinados. Waller no se justificó en las órdenes de Smith para exonerarse de su acción, pero la fiscalía decidió llamar a Smith como testigo de refutación y Smith cometió perjurio el 7 de abril de 1902 al negar que había dado dichas órdenes verbales, seguramente para salvar su carrera. Entonces Waller aportó como testigos a tres oficiales que corroboraron su versión de la conversación y las órdenes recibidas, así como copias de cada orden por escrito que había recibido de Smith. Waller informó al tribunal que le había sido ordenado no tomar prisioneros y matar a todos los filipinos masculinos de más de diez años. Así es como la infame orden fue divulgada y llegó a hacerse pública.
El general Adna Chaffee, gobernador militar de las Filipinas, envió un cable al Departamento de Guerra solicitando permiso para mantener a Smith en las islas por corto tiempo, al temer que si se le daba la oportunidad de hablar con los periodistas podría mostrar "una imprudencia absurda" y "decir cosas contrarias a los hechos establecidos en el caso", o actuar "como un loco desequilibrado."
En mayo de 1902, Smith se enfrentó a otro consejo de guerra a causa de estas órdenes, siendo juzgado no por asesinato u otros crímenes de guerra, sino por "obrar contra el buen orden y la disciplina militar". El consejo de guerra lo encontró culpable y lo condenó "a ser amonestado por la autoridad revisora". El secretario de guerra Elihu Root recomendó que Smith se retirara y el presidente Theodore Roosevelt aceptó esta recomendación ordenando el retiro de Smith del Ejército sin castigo adicional. El general J. Franklin Campana nunca fue investigado.
Smith se retiró a Portsmouth, Ohio, y viajó un poco por el mundo. Ofreció voluntariamente sus servicios militares por carta a la Oficina del Ayudante General el 5 de abril de 1917 para luchar en la Primera Guerra Mundial, pero fue rechazado por su vejez y sus atrocidades en Filipinas, que habían empañado gravemente la imagen y la reputación del Ejército de los EE. UU. Murió al año siguiente en San Diego el 1 de marzo de 1918, y fue enterrado en el cementerio nacional de Arlington de Washington.
Smith fue herido en combate tres veces: un tajo de sable en la cabeza que había recibido en julio de 1861 en Barboursville (Virginia).
El 7 de abril de 1862 recibió un balazo en la cadera durante la Guerra de Secesión, en la Batalla de Shiloh, y también tenía una bala en el cuerpo recibida en Caney (Cuba) durante la Guerra hispano-americana.